# Sima (Simiyu)
Sima è una circoscrizione mista (mixed ward) della Tanzania situata nel distretto di Bariadi, regione del Simiyu. Conta una popolazione di 13 553 abitanti (censimento 2012).